# ميتسونوري يوشيدا
ميتسونوري يوشيدا (吉田 光範) (ولد 8 مارس 1962) هو لاعب كرة قدم ياباني سابق، شارك في كأس آسيا 1992.

## روابط خارجية
- ميتسونوري يوشيدا على موقع رابطة كرة القدم اليابانية للمحترفين (اليابانية)
- ميتسونوري يوشيدا على موقع قاعدة بيانات كرة القدم.إي يو (الإنجليزية)
- ميتسونوري يوشيدا على موقع ناشيونال فوتبول تيمز (الإنجليزية)
- ميتسونوري يوشيدا على موقع عالم كرة القدم.نت (الإنجليزية)

1. ↑  Mamrud, Roberto. "Japan - Record International Players". مؤسسة إحصاءات وثيقة لرياضة كرة القدم. مؤرشف من الأصل في 2018-06-12. اطلع عليه بتاريخ 2009-05-08.